# Кягма
Кягма, в верхнем течении — Барбрека — река в России, протекает по территории Сегежского района Карелии.
Исток — Барбозеро (высота — 124,5 м над уровнем моря) севернее станции Быстряги, в 2 км западнее трассы Кола. В полукилометре от истока пересекает железную дорогу Санкт-Петербург — Мурманск. В 27 км от устья (4 — от истока) принимает левый приток — Югу, меняя название на Кягму.
Протекает через Кягмозеро.
Устье реки находится в 48 км по правому берегу реки Сегежи, в 4 км восточнее посёлка Попов Порог. Длина реки составляет 33 км, площадь водосборного бассейна — 230 км².
На самой реке населённых пунктов нет. Помимо Быстряг и Попова Порога, на расстоянии меньше 5 км от реки находятся расположенные восточнее станция Раменцы, посёлок Кяргозеро и деревня Юркиннаволок.

## Данные водного реестра
По данным государственного водного реестра России относится к Баренцево-Беломорскому бассейновому округу, водохозяйственный участок реки — бассейн озера Выгозеро до Выгозерского гидроузла, без реки Сегежа до Сегозерского гидроузла. Речной бассейн реки — бассейны рек Кольского полуострова и Карелии, впадает в Белое море.
Код объекта в государственном водном реестре — 02020001212102000006148.

## Фотографии

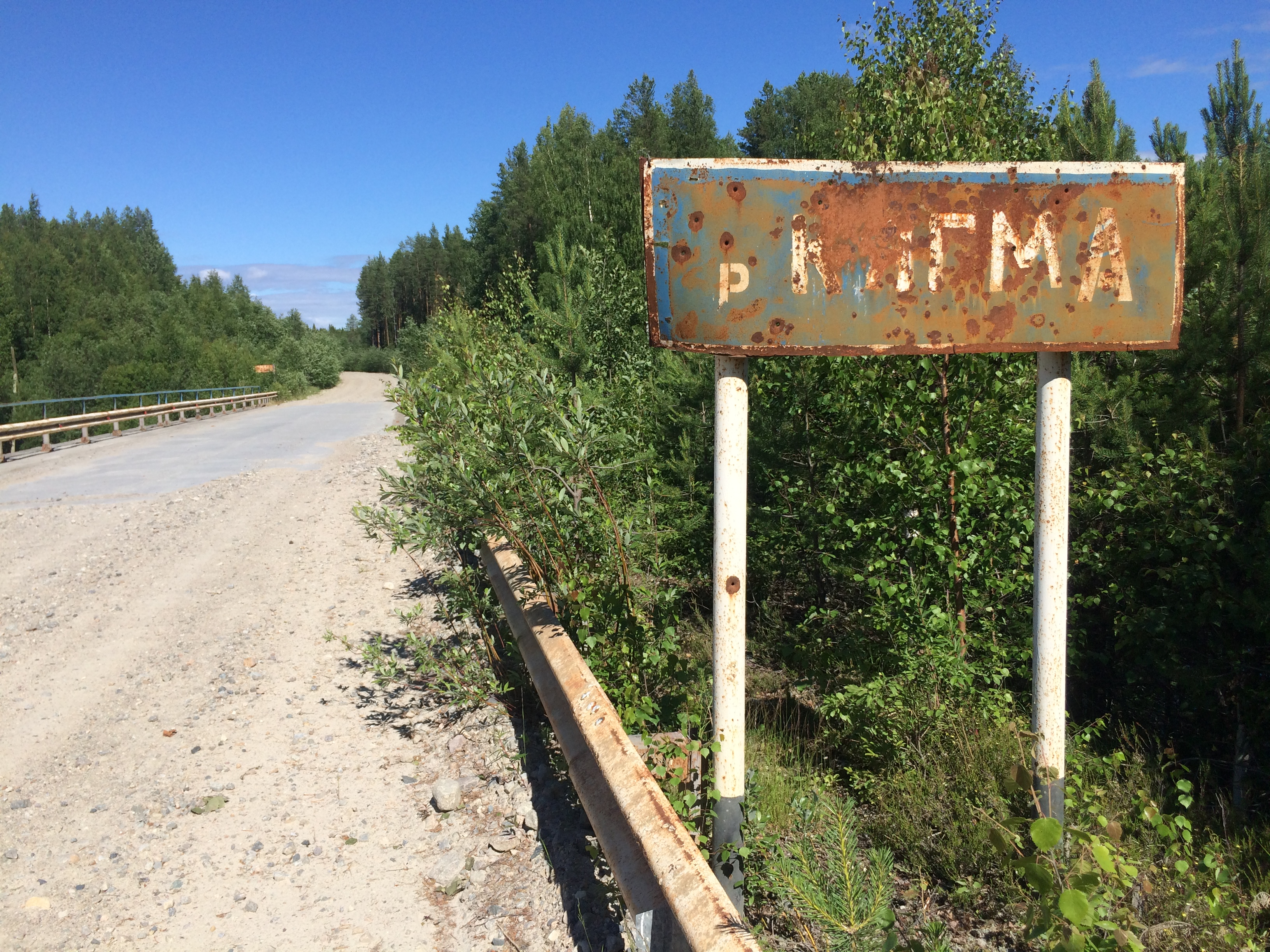
Мост и табличка
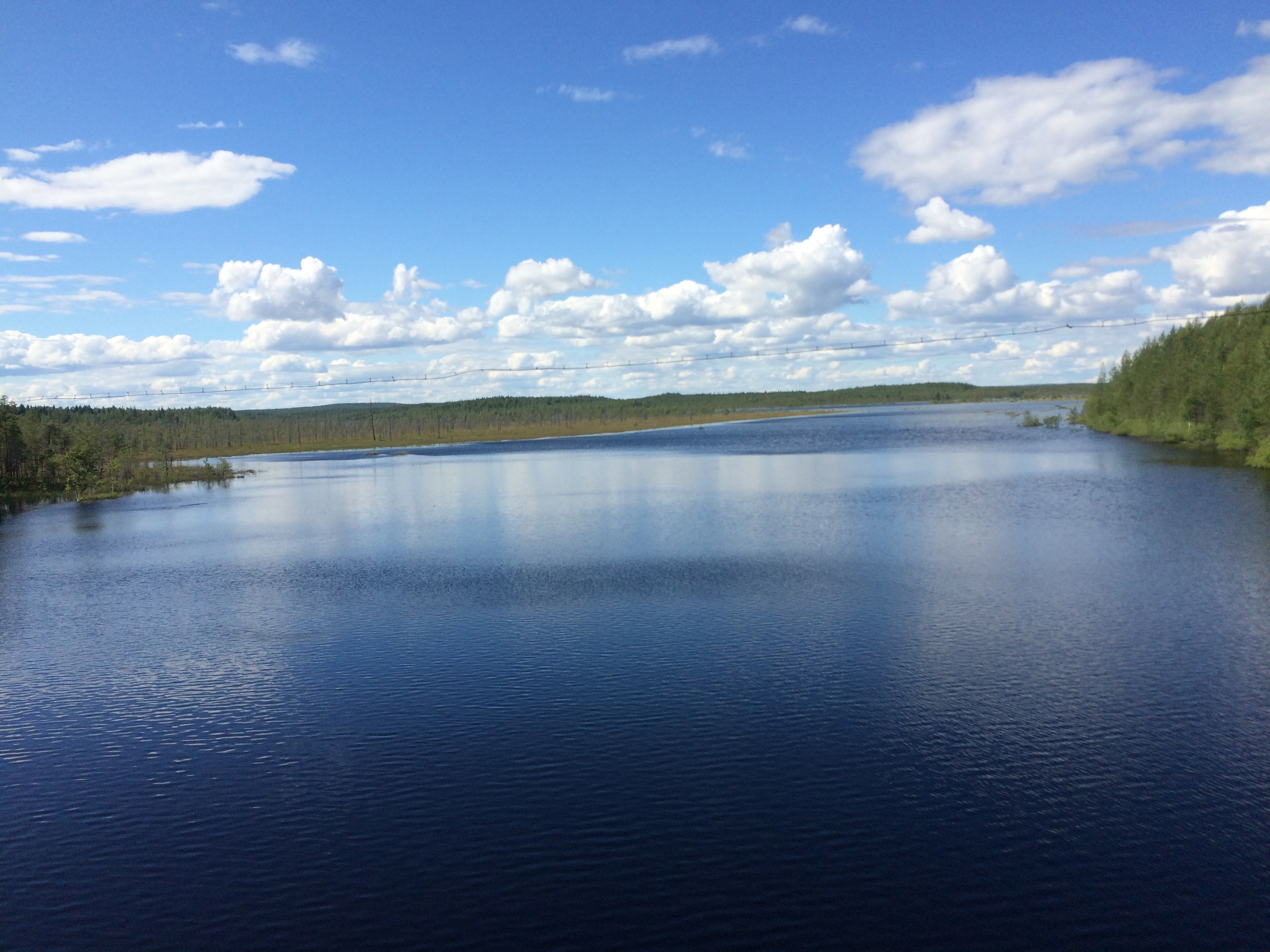
Вид по течению